# آمي كوشيميزو
آمي كوشيميزو (小清水亜美 كوشيميزو آمي) هي مؤدية اصوات يابانية ولدت في 15 فبراير 1986 في كوكوبونجي، طوكيو.

## أدوارها في الأنمي

### مسلسلات أنمي تلفزيونية
- كود غياس: لولوش الثائر - كالين ستاتفلت/كالين كوزوكي
- كود غياس: لولوش الثائر R2 - كالين ستاتفلت/كالين كوزوكي
- تابل وذئب - هولو
- فانتوم: ريكوييم فور ذا فانتوم - ميو فوجييدا
- سكول رمبل - تينما تسوكاموتو
- سكول رمبل:الفصل الدراسي الثاني - تينما تسوكاموتو
- إيوريكا سفن - آنيموني
- سيمون - باراييتا
- بلد+ - ماو جاهانا
- أشيتا نو ناجا - ناجا أبلفيلد
- موشيشي - إيسازا
- موشيشي: التتمة - إيسازا (عشب الوحل)
- سورا نو مانيماني - فومي كوتوزوكا
- سترايك ويتشز - شارلوت إي يياغر
- ساكي - نودوكا هارامورا
- ساكي: فصل أتشيغا - نودوكا هارامورا
- ساكي: البطولة الوطنية - نودوكا هارامورا
- عندما تبكي النوارس - روزا أوشيروميا
- كيشين تايسن جيجانتيك فورميولا - إيفيتا لامبرت
- حفيد نوراريهيون - ساسامي
- حفيد نوراريهيون: عاصمة العفاريت - ساسامي
- المتحري الروحي ياكومو - ميكي, ناو سايتو
- ستار درايفر - كيتو نيتشي
- فريزينغ - إنغريد بيرنشتاين
- كامينوميزو شيرو سيكاي 2 - كوسونوكي كاسوغا
- أرشيف دانتاليان - فلامبيرج
- بيرسونا 4 ذي أنيميشن - يوكيكو أماغي
- بيرسونا 4 ذا غولدن أنيميشن - يوكيكو أماغي
- البدلة المتنقلة جاندام إيج - أليسا غانهيل
- ديفل سرفايفر 2 ذي أنيميشن - هيناكو كوجو
- رايلغان معينة خاصة بالعلم S - شيزوري موغينو
- ميداكا بوكس - فوي يوبوكو
- كيل لا كيل - ريوكو ماتوي
- هيوكا - ميدوري يامانيشي
- بلاك بوليت - ميوري شيبا
- غانسلينجر غيرل - كلايس
- آن هابي - آنسة ساغينوميا
- أنتقام ماساموني-كن - ميدوري يويساكي
- كروس آنج: رقصة الملاك و التنين - إرشا
- كوميديا رومانسية شبابي خاطئة كما توقعت. - ساكي كاواساكي
- المحقق كونان - يوي أويهارا
- حارسات التوجي - يوزوكي سوراكو
- دارلينغ إن ذا فرانكس - ناومي، هيرو (أيام الطفولة)
- تيلز أوف زيستيريا ذا كروس - إين فيليس
- أكاديميتي للأبطال - سيريوس
- أوفرلورد II - لاكيوس ألفين ديل آيندرا
- غارو: فانيشينغ لاين - جينا
- بونغو ستراي دوغز - كويو أوزاكي
- مذكرات العطارة - بيرين

### أنمي الإنترنت
- سيلور مون كريستال - ماكوتو كينو/سيلور جوبيتر
- ديفل مان: الطفل الباكي - ميكو

### أوفا أنمي
- سكول رمبل:حصص إضافية - تينما تسوكاموتو
- سكول رمبل:الفصل الدراسي الثالث - تينما تسوكاموتو

### أفلام أنمي
- إيوريكا سفن: جيب مليء بأقواس قزح - آنيموني

## أدوارها في ألعاب الفيديو
- بيرسونا 4 - يوكيكو أماغي
- بيرسونا 4 غولدن - يوكيكو أماغي
- بيرسونا 4 أرينا - يوكيكو أماغي
- بيرسونا 4 ارينا ألتيماكس - يوكيكو أماغي
- بيرسونا Q شادو أوف ذا لابيرينث - يوكيكو أماغي
- بيرسونا 4 دانسينغ أول نايت - يوكيكو أماغي
- سنغوكو باسارا: ساموراي هيروز - تسوروهيمي
- دراكنغارد 3 - أكورد
- بليزبلو كروس تاغ باتل - يوكيكو أماغي، يانغ شاو لونغ
- تيلز أوف زيستيريا - إين فيليس
- إس إن كاي هيروينز: تاغ تيم فرينزي - ماي شيرانوي

## أدوارها في الدبلجة اليابانية
- دراغون بول إيفولوشن - تشي-تشي
- باربي الأميرة و نجمة النجوم - الأميرة توري
- روبي - يانغ شاو لونغ
- ماي ليتل بوني: إكويستريا غيرلس - سانسيت شيمر
- ماي ليتل بوني: إكويستريا غيرلس: رينبو روكس - سانسيت شيمر
- ماي ليتل بوني: إكويستريا غيرلس : ألعاب الصداقة - سانسيت شيمر
- ماي ليتل بوني: إكويستريا غيرلس : أسطورة إيفرفري - سانسيت شيمر

## وصلات خارجية
- آمي كوشيميزو على موقع IMDb (الإنجليزية)
- آمي كوشيميزو على موقع ميتاكريتيك (الإنجليزية)
- آمي كوشيميزو على موقع روتن توميتوز (الإنجليزية)
- آمي كوشيميزو على موقع ألو سيني (الفرنسية)
- آمي كوشيميزو على موقع ميوزك برينز (الإنجليزية)
- آمي كوشيميزو على موقع أول موفي (الإنجليزية)
- آمي كوشيميزو على موقع ديسكوغز (الإنجليزية)
- آمي كوشيميزو على موقع قاعدة بيانات الفيلم (الإنجليزية)
- آمي كوشيميزو على موقع ليتربوكسد (الإنجليزية)
- آمي كوشيميزو على موقع كينوبويسك (الروسية)